# Bandiere della Lega Anseatica

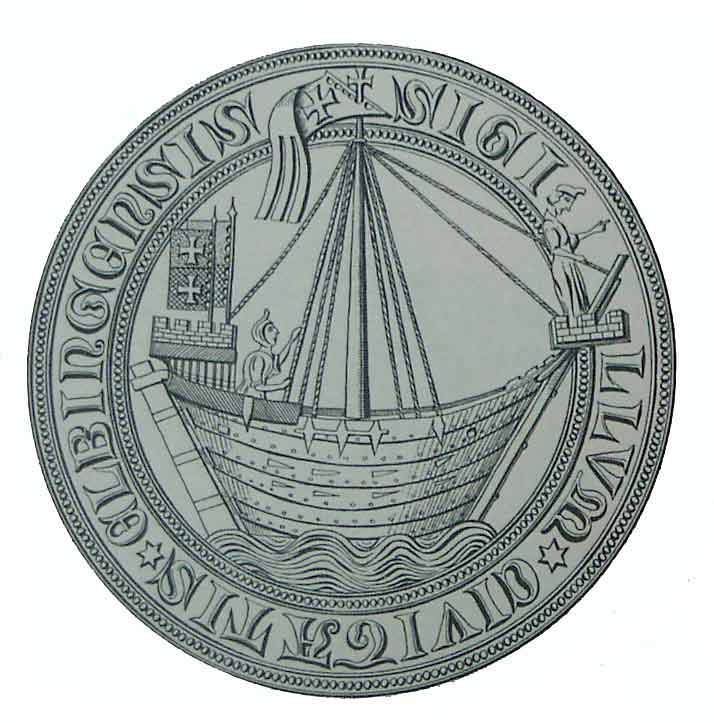
Sigillo di Elbing (1350)

Le Bandiere anseatiche sono le bandiere delle città anseatiche,  decorate dalle Cocche e altre navi della Lega anseatica - come illustrato sul sigillo del 1350 di Elbing mostrato qui.

## Storia
Originariamente, le navi anseatiche issavano un gonfalone rosso sui loro alberi, che presentava una croce per indicare la protezione del sovrano. Rosso è stato anche il colore utilizzato dalla marina Danese e inglese. Quella inglese più tardi adottò la croce di San Giorgio. Dalla seconda metà del XIII secolo, le città anseatiche crearono vessilli cittadini per distinguersi dalle altre città membri. Il gonfalone rosso rimase in uso insieme a queste bandiere. La più antica bandiera anseatica fu una semplice bandiera rossa usata ad Amburgo. Le bandiere anseatiche erano per lo più rosse e bianche e in alcune erano presenti simboli, quali croci.
Molte città che furono membri della lega anseatica continuano ad usare rosso e bianco come colori della città.

## Gagliardetto anseatico
Oltre a queste bandiere, le navi facevano sventolare anche un gagliardetto anseatico (Hanseatenwimpel) dove la metà superiore era bianca (argento) e la metà inferiore rossa.

Gagliardetto (01.16)

## Bandiere

### Secolo XIII

Amburgo
Riga
Lubecca

### Secolo XIV

Brema
Danzica
Elbing (Elbląg)
Rostock
Stralsund

### Secolo XV

Königsberg (Kaliningrad)
Wismar
Stettino

## Bandiere delle città anseatiche oggi

Amburgo
Amsterdam
Arnhem
Arnsberg
Beckum
Berlino
Bielefeld
Bocholt
Borgentreich
Braunschweig
Brema
Breslavia
Colonia
Cracovia
Danzica
Deventer
Dinant
Dortmund
Doesburg
Duisburg
Elbląg
Emmerich am Rhein
Erfurt
Francoforte sull'Oder
Geseke
Gheldria
Goslar
Göttingen
Greifswald
Groninga
Hagen
Halle (Saale)
Hamm
Hannover
Hattem
Hattingen
Herford
Hildesheim
Kaliningrad
Kamen
Kampen
Kiel
Klaipėda
Kołobrzeg
Koszalin
Liegi
Lubecca
Magdeburgo
Minden
Münster
Neuss
Nimega
Oldenzaal
Ommen
Osnabrück
Paderborn
Pärnu
Ratingen
Riga
Roermond
Rostock
Słupsk
Soest
Solingen
Stargard
Stettino
Stoccolma
Stralsund
Tallinn
Tartu
Toruń
Unna
Viljandi
Vreden
Warburg
Warendorf
Werne
Wesel
Winterberg
Wipperfürth
Wismar
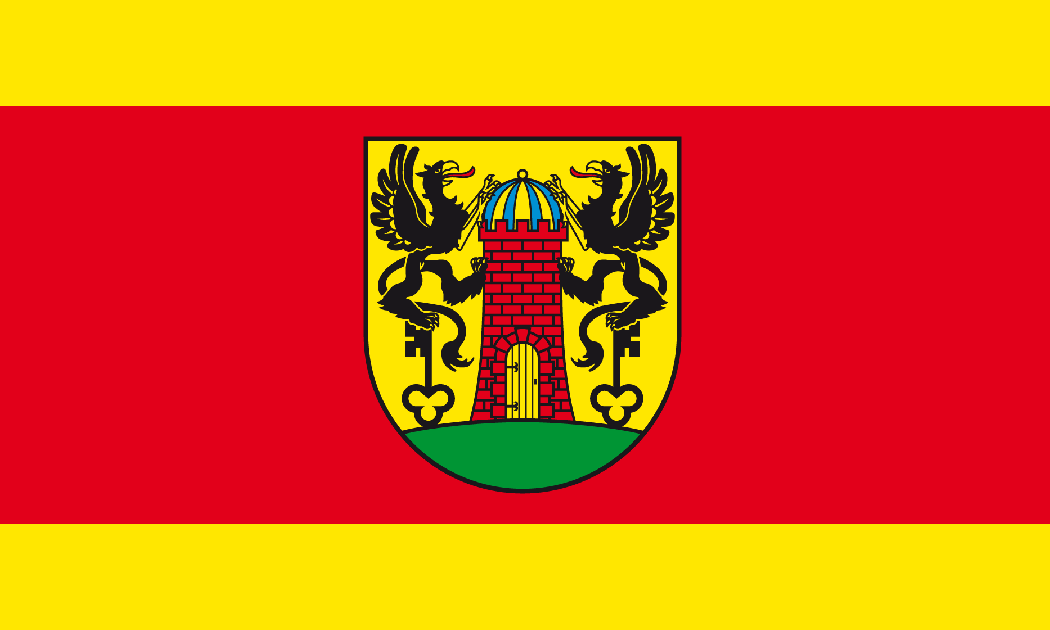
Wolgast
Zutphen
Zwolle